# Rectoria d'Amer
La Rectoria d'Amer és una casa d'Amer (Selva) inclosa a l'Inventari del Patrimoni Arquitectònic de Catalunya.

## Descripció
Immoble de quatre plantes, entre mitgeres, amb coberta plana i aterrassada. Està ubicat al costat esquerre de la Rambla del Monestir.
La façana principal, que dona a la Rambla del Monestir, reprodueix el fals encoixinat imitant els carreus de pedra regulars i té dues crugies. La planta baixa consta de dues obertures rectangulars emmarcades amb pedra. La de l'asquerra actua com a finestra mentre que la de la dreta com a portal d'accés.
El primer, segon i tercer pis han estat resolts partint del mateix esquema formal, que consisteix en l'aplicació de dues obertures per pis respectivament. En total són sis obertures que recollen les mateixes característiques, tant compositives i formals: les sis són rectangulars i són projectades com a balconades indepents i equipades amb les seves respectives baranes de ferro forjat i sostentades cadascuna per dues poderoses mènsoles. Com també comparteixen els trets ornamentals i decoratius, ja que les sis estan emmarcades amb pedra i les mènsoles que sostenten les penyes volades de les balconades estan ornades amb dues franjes de tonalitat vermellosa cadascuna. Unes mènsoles, per cert, de mida irregular, ja que les del segon pis són esbeltes i llargues mentre que les del primer i tercer no són tant estilitzades sinó més matuseres i que es creuen i comuniquen amb les franjes o faixes horitzontals, les quals estan ornades amb uns esgrafiats molt senzills, a base de cossos geomètrics esfèrics que es repeteixen contínuament. Unes faixes horitzontals que tenen una doble finalitat: per una banda decorativa, és a dir atorgar una certa gràcia compositiva a l'edifici, mentre que per l'altra, actuar com a separació i arrancada dels diferents pisos.
Pel que fa al treball de la forja aplicat a les baranes aquest és interessant i atractiu com així ho acrediten les formes esbeltes i lleugeres que inunden les sis baranes, impregnant-les d'una certa gràcia compositiva. Ressaltar especialment les baranes del segon pis, les quals presenten una doble estructura de ferro superposada.
Tanca l'edifici en la part superior una cornisa la qual està coronada amb una barana de pedra en forma de balaustrada, que actuaria com a ampit i tancament per a la terrassa i que està culminada als dos extrems i al centre per tres gerros - un a cada sector-.

## Història
Aquesta casa en origen pertanyia a la senyora Rosa Concs d'Arenys de Mar. Abans de morir en el testament llegava l'edifici a l'església. Així va succeir, ja que quan va morir l'immoble va passar a mans de l'església, la qual el va convertir en rectoria.
L'immoble actual ofereix un magnífic estat de conservació que es deu a les obres periòdiques de manteniment i acondicionament que se solen dur a terme en tots els edificis per tal d'assegurar la seva preservació. Unes obres que es van materialitzar a principis del segle, aproximadament, i que van tenir com a element protagonista la façana la qual va esperar un procés de sanejament integral que ha provocat que sigui arrebossada i pintada completament de nou.
L'únic canvi aparent de l'edifici és l'aspecte juvenil que li dona l'arrebossat i la capa de pintura.